# Aids. Il virus inventato
Aids il virus inventato è un saggio scritto dal microbiologo Peter Duesberg.
Duesberg sosteniene che l'HIV, non essendo stato a suo tempo isolato ufficialmente, non provoca l'AIDS, che l'infezione non si trasmette per via sessuale e ancora, che l'AZT peggiora le condizioni del paziente.
Tali sue posizioni sono in contrasto con i dati, clinici e scientifici, condivisi dalla comunità scientifica internazionale e risultano altresì superati per il fatto che il virus HIV è stato isolato e fotografato svariate volte. 
A questo riguardo va comunque precisato che nel saggio l'autore non mette in dubbio tanto l'esistenza del virus HIV quanto il fatto che sia stato scientificamente dimostrato il suo legame di causa-effetto con l'AIDS.

## Edizioni
- (EN) Peter Duesberg, Inventing the AIDS Virus, Foreword by Nobel Laureate Kary Mullis, Washington DC, Regnery Publishing, 1996, ISBN 0-89526-399-8.
- Peter Duesberg, Aids il virus inventato, traduzione di Laura Bardare, collana I tascabili, Baldini & Castoldi, 2008,  p. 527, ISBN 88-6073-461-4.